# مولي شراعية الزعانف
مولي شراعية الزعانف (الاسم العلمي: Poecilia latipinna) (بالإنجليزية: sailfin molly)‏ هو نوع من الأسماك يتبع جنس المولي من فصيلة البكيلليات. هذا النوع من المولي به عادة الشجار بين الذكور بأن يفرد كل واحد زعنفته الظهرية متباهيا بطولها ويلتف في حركة دائرية استعراضية ولكن هذه المشاجرات لا تؤدي إلى اصابات وغالبا ما تكون مبارزة من أجل الأنثى.